# Villawood (New South Wales)
Villawood is een voorstad van Sydney, (New South Wales, Australië). Bij de telling van 2016 had Villawood 6032 inwoners.